# Вулиця Опанаса Заливахи
Ву́лиця Опана́са Залива́хи — вулиця в Деснянському районі міста Києва, селище Троєщина. Пролягає від вулиці Мелетія Смотрицького до вулиці Митрополита Володимира Сабодана.

## Історія
Виникла у 1-й половині XX століття, мала назву вулиця Матросова, на честь Героя Радянського Союзу Олександра Матросова.
Сучасна назва на честь українського живописця, шістдесятника, дисидента, політв'язня радянського режиму (зокрема Леоніда Брежнєва) — Опанаса Заливахи — з 2023 року.